# Фарнам (Небраска)
Фарнам (енгл. Farnam) град је у америчкој савезној држави Небраска.

## Демографија
По попису из 2010. године број становника је 171, што је 52 (-23,3%) становника мање него 2000. године.
| Група             | 2000.       | 2010.       |
| Белци             | 217 (97,3%) | 148 (86,5%) |
| Афроамериканци    | 0 (0,0%)    | 0 (0,0%)    |
| Азијати           | 0 (0,0%)    | 0 (0,0%)    |
| Хиспаноамериканци | 1 (0,4%)    | 15 (8,8%)   |
| Укупно            | 223         | 171         |